# Support transgenre Strasbourg
Pour les articles homonymes, voir STS.
Support transgenre Strasbourg (STS) est un collectif français d'auto-support et militant trans fondé en 2002 et actif dans le Bas-Rhin. Il prend une forme informelle et est toujours actif.
Fondée par deux femmes, Alexandra Augst-Merelle et Cornelia Schneider, le collectif se développe d'abord sur le Net. Prenant place dans un renouveau du mouvement trans, qui pratique une contre-expertise des savoirs, STS propose des manuels d'aide à la transition et participe à l'élaboration d'un vocabulaire trans par les personnes trans et pour elles-mêmes, opposé à la psychiatrisation.
Dès sa fondation, le collectif s'implique au sein du mouvement politique LGBTI et féministe strasbourgeois. Il est l'un des premiers à organiser la Journée du souvenir trans chaque 20 novembre depuis 2004.

## Historique

### Fondation
Support transgenre Strasbourg est fondé par Alexandra Augst-Merelle, ingénieure, et Cornelia Schneider, commerçante, en mai 2002, qui se sont rencontrées via Internet deux ans plus tôt. Elles pratiquent déjà, depuis quelques années, des activités de support aux personnes trans, par mail et chat sur le web ; en particulier, Cornelia Schneider est active depuis 1998 en Allemagne. Par le biais d'un collectif, elles souhaitent pouvoir systématiser une démarche de support. STS reste intentionnellement sous une forme informelle, refusant d'être une association déclarée, afin de ne pas créer de hiérarchie en son sein.
Les fondatrices cherchent à combler le manque important d'associations trans en France. La fondation de STS prend place dans les premières années d'un renouveau du mouvement associatif trans français, qui se développe, notamment en-dehors de Paris, grâce à l'émergence des communautés Internet. Ainsi, dans le même temps, Trans Aide (future Association nationale transgenre, ANT) est fondé en 2004 à Nancy et le Groupe activiste trans (GAT), à vocation uniquement militante, en 2002 à Paris. Ces organisations participent à la production de nouveaux médiums d'auto-support. Elles ont en commun de considérer la question trans comme un sujet sociétal et politique, en valorisant une politique identitaire, en rejetant la psychiatrie et en opposant les libertés individuelles aux instances médico-légales et à l'État,,.

### Activités d'auto-support
Dans un premier temps, Support transgenre Strasbourg prend la forme d'un site web, sts67.free.fr, avant, poussé par sa popularité (400 visites par mois), d'organiser des groupes d'entraide. Ceux-ci prennent notamment la forme de Stammtisch mensuels au restaurant, ouverts aux proches. Le collectif accueille des personnes trans issues de l'ensemble du département du Bas-Rhin.
Le site web de STS propose des informations pratiques pour une aide à la transition sociale,, médicale et juridique, des témoignages de transition, un glossaire, ainsi qu'un chat. Il figure parmi les premiers de ce genre ; en 2007, la sociologue Karine Espineira qualifie leur aide de « probablement ce qui s'est fait de mieux en la matière ». Par la suite, à Strasbourg, le collectif réalise des campagnes de sensibilisation et des interventions en milieu scolaire.
En 2005, une association en filiation directe avec STS est fondée à Tours (Indre-et-Loire) par Samantha Paul, Entraide Transgenre Tours (ETT),.

### Activités politiques
Dès sa fondation, Support transgenre Strasbourg se rend actif dans le mouvement militant trans, ainsi que dans les mouvements LGBTI et féministe,,, toujours à l'échelle locale. Cela passe par la participation et l'organisation de manifestations, parfois par des actions,. Ainsi, STS participe à l'organisation de la première marche des fiertés de Strasbourg en 2002, et aux suivantes.
En 2004, STS est l'un des premiers collectifs trans en France à organiser une commémoration publique à l'occasion du Jour du souvenir trans, ou TDoR, le 20 novembre. À Paris, le Groupe activiste trans (GAT) est à l'origine du seul autre rassemblement. En 2005, avec le collectif transpédégouine TaPaGes, STS organise un die-in devant les locaux de la CPAM de Strasbourg, mettant en cause la responsabilité de l'État et de la Sécurité sociale dans la précarité et la mortalité des personnes trans,. Le collectif participe toujours en 2023 à l'organisation de la commémoration du TDoR,.
À ses débuts, l'action politique de STS passe aussi par une communication sur la situation politique nationale des personnes trans. En 2009, STS est des associations qui dénoncent la déclaration de la ministre de la Santé Roselyne Bachelot de sortir le transsexualisme de la liste des affectations psychiatriques, dénonçant d'une un effet de communication non suivi d'améliorations concrètes et de deux un risque de déremboursement de la prise en charge.

## Terminologie
Promouvant une politique de valorisation des identités trans, Support transgenre Strasbourg participe à la création et à la diffusion de nouveaux termes. Cette activité passe notamment par le glossaire du collectif, alimenté en ligne entre 2002 et 2007. Il compte cinquante-six entrées et, selon STS, « se rapproche fortement de ce qui est actuellement en usage aux États-Unis et dans la plupart des pays européens, et qui constitue un standard de fait dans la littérature scientifique qui s'intéresse à la transidentité ». Il puise dans les travaux universitaires comme associatifs et militants. Support transgenre Strasbourg a d'ailleurs participé à la rédaction du glossaire sur la transidentité du Conseil de l'Europe aux côtés de l'ILGA Europe en 2010,.
Par ce biais, STS participe à un mouvement de popularisation de néologismes créés par des personnes trans, dans une démarche d'expertisation de l'associatif trans français,. Ainsi, son glossaire est l'un des premiers à contenir le terme « cisgenre », qui définit une personne qui n'est pas trans, mais, surtout, « transidentité ». STS participe à l'import de ce terme en France. Tel une contre-expertise, il vise à supplanter le terme, jugé médical, « transsexualité »,. C'est Cornelia Schneider qui traduit le néologisme allemand « Transidentität » conçu par l'universitaire Heike Boedeker, lui aussi pour remplacer « Transsexualität ». STS explique que « ce terme nous semble très bien décrire, sans connotations aberrantes, ce que vivent les personnes transgenres ». Karine Espineira, qui l'a popularisé par ses travaux avec Maud-Yeuse Thomas, date la création du terme à l'écriture du glossaire de STS en juin 2002 ; il est ensuite diffusé au sein des communautés trans françaises en ligne.